# Altitude Software
Altitude Software é uma empresa portuguesa de tecnologias de informação, dedicada à criação de produtos e soluções para Contact Centers (Centrais de Atendimento).
Fundada em 1993, sob a designação Easyphone, possui sede em Lisboa, em Portugal, onde se encontra o seu centro de Investigação e Desenvolvimento, e representação em outros 18 países.
Possui uma base instalada de cerca de 900 clientes, em 60 países, que correspondem a um número aproximado de 250 mil utilizadores.
Em 2008, obteve a certificação ISO 9001 do seu departamento de apoio ao cliente.
A Altitude Software é a empresa portuguesa de tecnologias de informação com maior presença internacional. É uma das mais destacadas empresas europeias na área das soluções independentes de software para Contact Centers (Centrais de Atendimento).
O produto Altitude uCI (Unified Customer Interaction) é uma suite de aplicações de gestão da interacção com clientes em situações de atendimento e de gestão de campanhas: apoio ao cliente, "help desks", cobranças, telemarketing, televendas, bem como na gestão de processos de negócio ligados aos centros de contacto.
A Altitude Software foi pioneira no conceito de gestão unificada dos canais de interacção (base da designação uCI) no final da década de 90, tendo sido considerada uma das estrelas da tecnologia europeia.
Após a aquisição por um consórcio de investidores liderados pelo actual Presidente da empresa, Gastão Taveira, a Altitude Software prosseguiu o esforço de investimento em I&D, que representa mais de 20% da facturação.
Ao longo da sua história a Altitude Software recebeu inúmeros prémios internacionais atribuídos por associações, institutos e publicações de referência deste sector. Desde 2005 que é referida no Gartner Magic Quadrant pela Gartner no seu "Magic Quadrant - Contact Center Infrastructure Europe".

## Presença global
Para além da sua sede em Lisboa, em Portugal, onde se encontra o seu centro de Investigação e Desenvolvimento, detém subsidiárias em vários países: Bélgica, Brasil, Canadá, Emirados Árabes Unidos, Espanha, Estados Unidos da América, Filipinas, França, Índia, Colômbia, Argentina, México, Reino Unido, Alemanha, Suécia e Singapura.
Os colaboradores que possui actualmente provêm de vinte nacionalidades diferentes.

### Distribuição e clientes
A Altitude Software tem cerca de 900 clientes (correspondendo a um número que se aproxima dos 250 mil utilizadores) em cerca de 60 países à volta do mundo, apoiados directamente ou através de uma vasta rede de distribuidores.
Possui clientes em praticamente todos os sectores económicos, com especial destaque para os serviços financeiros, comunicações e serviços. Possui uma grande base instalada na Europa, Médio Oriente e América Latina, e está a desenvolver a sua presença na América do Norte e na Ásia-Pacifico.
De entre os seus clientes, refiram-se: Transcom (em todo o mundo); Dun & Bradstreet (América do Norte); Banco Itaú, Unibanco, Vivo, Telemar, O Globo (Brasil); SN Brussels Airlines, Sitel, Teleperformance,  Coopervision (Espanha); Credit Agricole, Credit Mutuel, SNCF, Le Figaro (França); BRE Bank, PZU (Polónia);  EDP (Portugal).

### Compra por Enghouse Systems
A Altitude Software foi comprada pela empresa canadiana Enghouse Systems em 30 de Dezembro de 2020.